# Luca Verdone
Pour les articles homonymes, voir Verdone.
Luca Verdone, né le 5 septembre 1953 à Rome dans la région du Latium, est un réalisateur et scénariste italien. 

## Biographie
Luca Verdone naît à Rome en 1953. Son père est le critique de cinéma Mario Verdone (it). Il a pour frère l'acteur et réalisateur Carlo Verdone et pour sœur la productrice de cinéma Silvia Verdone (it). 
Diplômé en lettres avec une thèse sur l'histoire de l'art moderne, il commence à réaliser des documentaires dans les années 1970. En 1980 et 1981, il travaille comme assistant-réalisateur pour son frère Carlo sur les comédies Bianco, rosso e Verdone et Borotalco. 
En 1986, il passe seul à la réalisation avec la comédie 7 chili in 7 giorni avec Renato Pozzetto et son frère dans les rôles principaux. En 1990, il tourne une nouvelle comédie, La bocca, avec Tahnee Welch, Rodney Harvey (en), Claudine Auger, Monica Scattini, Valeria Cavalli et Alida Valli dans les rôles principaux.
En 2002, il signe le drame Il piacere di piacere. En 2011, il réalise le film biographique La meravigliosa avventura di Antonio Franconi qui narre la vie de l'écuyer italien Antonio Franconi, fondateur du Cirque-Olympique et interprété ici par Massimo Ranieri.

## Filmographie

### Comme réalisateur et scénariste
- 1986 : 7 chili in 7 giorni
- 1990 : La bocca
- 1997 : Il miracolo di Sant'Oronzo (court-métrage)
- 2002 : Il piacere di piacere
- 2005 : Il maggiordomo (court-métrage)
- 2011 : La meravigliosa avventura di Antonio Franconi
- 2016 : Memoirs of Giorgio Vasari: A Tuscan Artist (documentaire)
- 2017 : La pizza perfetta (documentaire)

### Comme réalisateur
- 1974 : Paolo Uccello: genesi e sviluppo di un linguaggio pittorico (documentaire)
- 1977 : Le ragioni del successo (documentaire)
- 1979 : Strane creature sullo schermo (documentaire)
- 1980 : Antologia del Neorealismo (documentaire)
- 1988 : La commedia all'italiana (documentaire)
- 1993 : Il museo di storia della scienza di Firenze (documentaire)
- 2010 : Il futurismo (documentaire)
- 2013 : Alberto Il Grande (avec Carlo Verdone, documentaire)

### Comme scénariste
- 1976 : L'eroe de Manuel De Sica (téléfilm)

### Comme assistant-réalisateur
- 1981 : Bianco, rosso e Verdone de Carlo Verdone
- 1982 : Borotalco de Carlo Verdone